# 海梅·加西亚
海梅·加西亚（西班牙語：Jaime García，1910年10月3日—1959年5月16日），西班牙男子马术运动员。他曾代表西班牙参加1948年和1952年夏季奥林匹克运动会马术比赛，其中1948年奥运会获得一枚银牌。